# Cottus perifretum
Cottus perifretum är en fiskart som beskrevs av Freyhof, Kottelat och Nolte 2005. Cottus perifretum ingår i  familjen simpor. IUCN kategoriserar arten globalt som livskraftig.